# Leonardo Salvucci
Leonardo Mario Salvucci Faraggi (ur. 5 czerwca 1971) – argentyński judoka. Olimpijczyk z Barcelony 1992, gdzie zajął 35. miejsce wadze ekstralekkiej.
Uczestnik mistrzostw świata w 1989. Wicemistrz igrzysk Ameryki Południowej w 1990. Startował w Pucharze Świata w latach 1992 roku. 

## Letnie Igrzyska Olimpijskie 1992
| Konkurencja | Eliminacje          | Klas. końcowa |
| Konkurencja | Przeciwnik I        | Miejsce       |
| ----------- | ------------------- | ------------- |
| 60 kg       | Keith Gough (IRL) P | 35.           |